# Basil Ince
Basil Ince (* 1. Mai 1933) ist ein ehemaliger Sprinter aus Trinidad und Tobago.
1959 gewann er bei den Panamerikanischen Spielen in Chicago Silber über 400 m und wurde Sechster über 200 m. In der 4-mal-400-Meter-Staffel siegte er mit dem Team der Westindischen Föderation.
Seine persönliche Bestzeit über 400 m von 46,4 s stellte er am 1. September 1959 in Chicago auf.